# بادکی (چایپاره)
بادکی، روستایی است از توابع بخش مرکزی شهرستان چایپاره استان آذربایجان غربی ایران.

## جمعیت
این روستا در دهستان بسطام قرار داشته و بر اساس سرشماری سال ۱۳۸۵ جمعیت آن ۸۱۸نفر (۲۲۶ خانوار)
بوده است.